# Paula Törnqvist
Paula Törnqvist, född 24 april 1964 i Göteborg, är en svensk ryttare i fälttävlan. Hon vann en individuell bronsmedalj i Ryttar-VM 1998 i Rom. Paula blev svensk mästare i fälttävlan år 2000 på hästen Monaghan. 